# U-Bahnhof Blissestraße

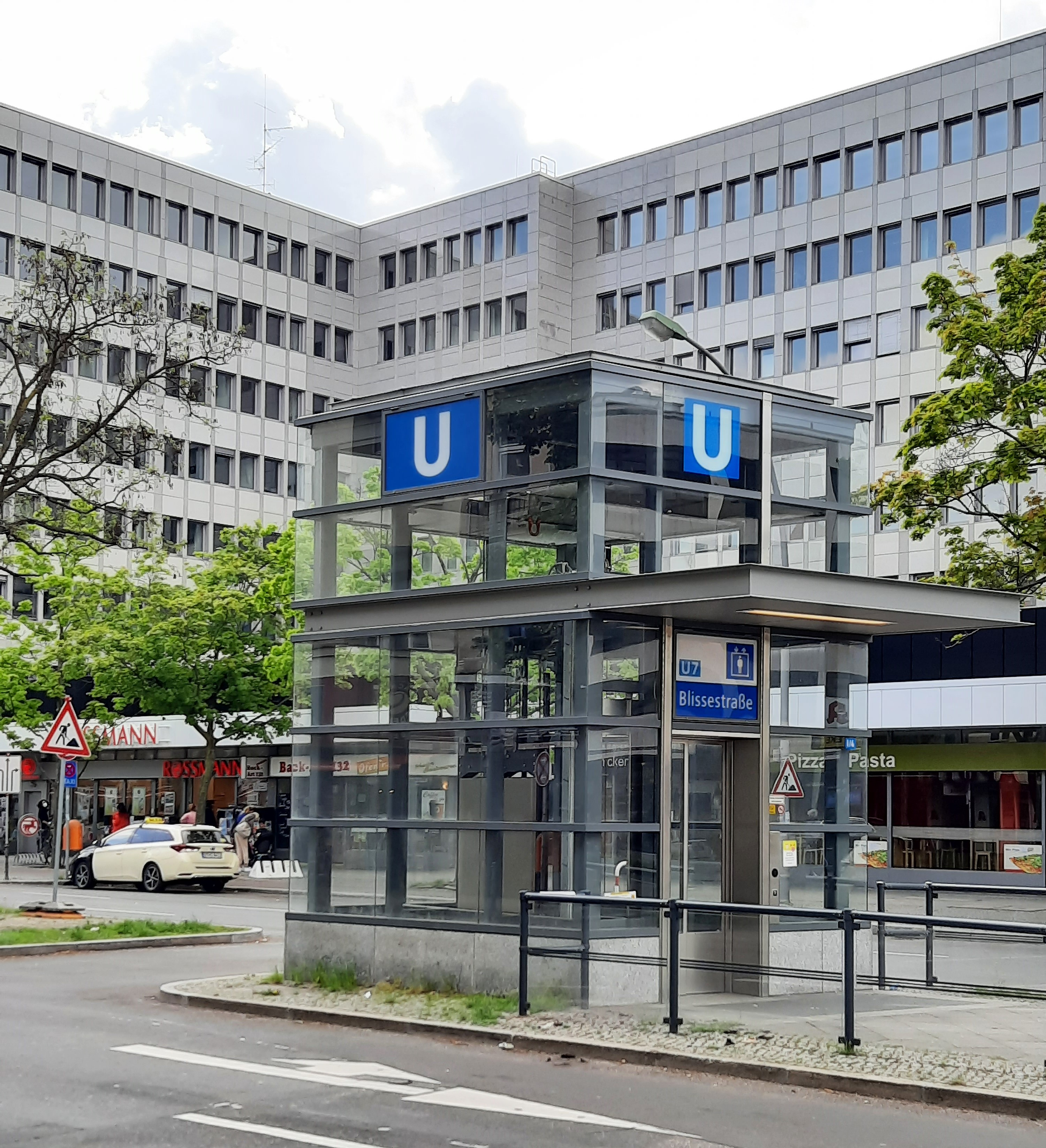
Fahrstuhl in der Berliner Straße

Der U-Bahnhof Blissestraße ist eine Station der Linie U7 der Berliner U-Bahn. Der Name geht auf die Familie Blisse zurück, nach der die Blissestraße benannt ist. Die Station liegt in der Berliner Straße im Wilmersdorfer Ortsteilzentrum, wurde am 29. Januar 1971 eröffnet und ist Teil der ersten nordwestlichen Verlängerung der U7. Der Bahnhof, der im Bahnhofsverzeichnis der BVG als Bli bezeichnet wird, besitzt eine Rolltreppe und einen Aufzug. Der Bahnhof wurde von Rainer G. Rümmler gestaltet und hat eine auffällige schalldämmende Deckenstruktur. In den 2000er Jahren wurde die Wandverfliesung erneuert.
Ursprünglich sollten bis 2016 der Bahnhof barrierefrei umgebaut und zwei Aufzüge installiert werden. Letztlich konnte eine Lösung gefunden werden, die nur einen Aufzug benötigt, der direkt Bahnsteig und Straßenebene verbindet. Die Inbetriebnahme des Aufzugs erfolgte am 1. November 2018. Die Kosten für den barrierefreien Ausbau des Bahnhofs beliefen sich auf drei Millionen Euro. Darüber hinaus wurde ein neuer Bahnsteigbelag aus Granitplatten mit Blindenleitsystem verlegt sowie die Innentreppen angepasst und neugestaltet.
Seit 2019 werden die fünf Ausgänge grundinstandgesetzt sowie folgend auch die beiden Verteilerhallen.

## Anbindung
| Linie | Verlauf |
| ----- | --- |
|       | Rathaus Spandau – Altstadt Spandau – Zitadelle – Haselhorst – Paulsternstraße – Rohrdamm – Siemensdamm – Halemweg – Jakob-Kaiser-Platz – Jungfernheide – Mierendorffplatz – Richard-Wagner-Platz – Bismarckstraße – Wilmersdorfer Straße – Adenauerplatz – Konstanzer Straße – Fehrbelliner Platz – Blissestraße – Berliner Straße – Bayerischer Platz – Eisenacher Straße – Kleistpark – Yorckstraße – Möckernbrücke – Mehringdamm – Gneisenaustraße – Südstern – Hermannplatz – Rathaus Neukölln – Karl-Marx-Straße – Neukölln – Grenzallee – Blaschkoallee – Parchimer Allee – Britz-Süd – Johannisthaler Chaussee – Lipschitzallee – Wutzkyallee – Zwickauer Damm – Rudow |

Am U-Bahnhof bestehen Umsteigemöglichkeiten von der Linie U7 zu den Omnibuslinien 101, 143, 249 und 310 der BVG.

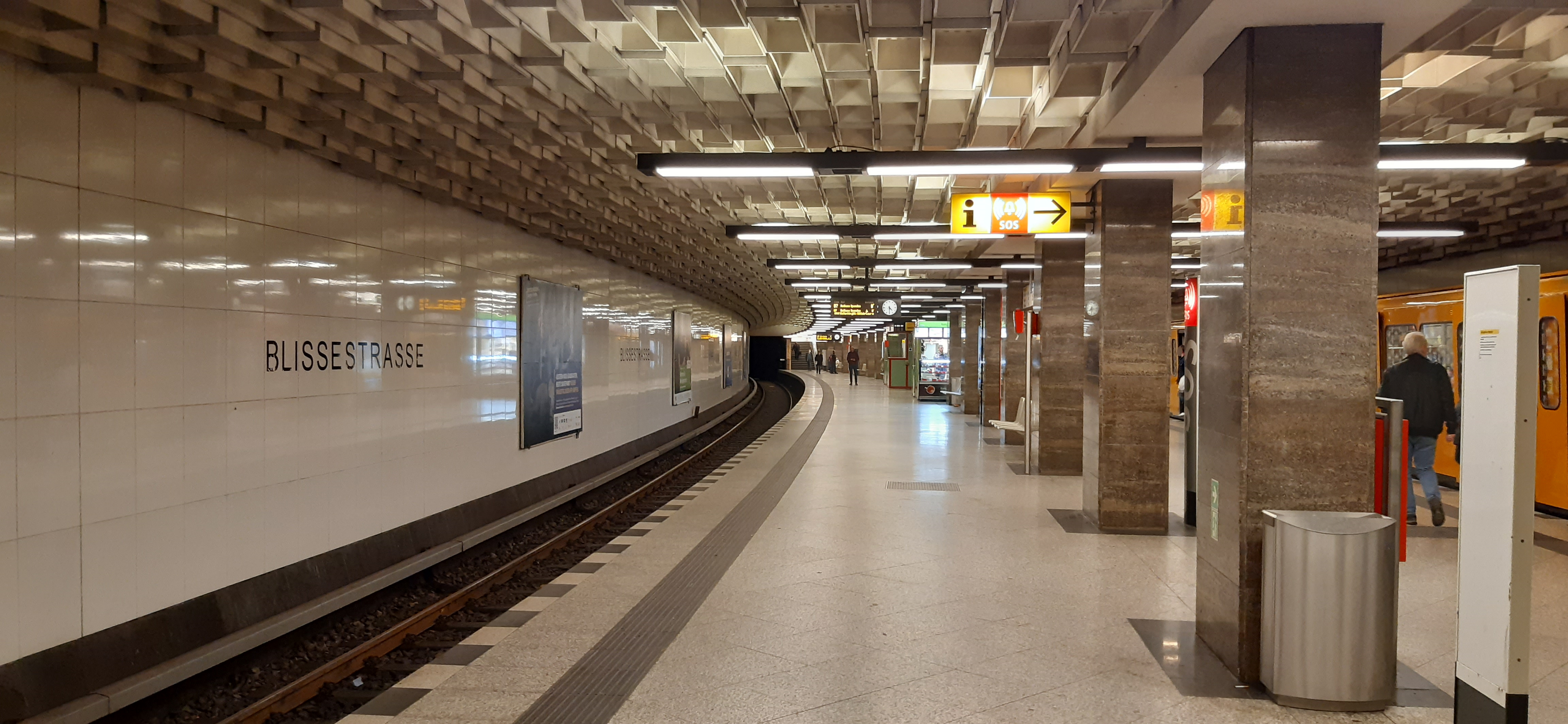
Bahnsteig